# سایمون هبدیچ
سایمون هبدیچ (انگلیسی: Simon Hebditch؛ زادهٔ ۵ اوت ۱۹۹۴) بازیکن فوتبال اهل سن-پیر و میکلون است.
وی همچنین در تیم ملی فوتبال Saint Pierre and Miquelon بازی کرده‌است.